# Bandera de Bélgorod

Bandera de Bélgorod

La bandera de Belgorod es uno de los símbolos oficiales (junto con el escudo de armas) de la ciudad de Belgorod, en la región de Belgorod de la Federación Rusa. La bandera es un símbolo de unidad y cooperación de los habitantes de la ciudad.
La bandera actual fue aprobada el 22 de julio de 1999 por decisión del Consejo de la Ciudad de Belgorod N.º 321 e incluida en el Registro Heráldico Estatal de la Federación Rusa con la asignación del número de registro 978 en 2002.

## Descripción
La bandera de la ciudad de Belgorod (lienzo azul con una franja blanca en la parte inferior) muestra un león amarillo erguido sobre sus patas traseras, con un águila blanca planeando sobre él. El simbolismo de la ciudad tiene más de 300 años y se remonta al reinado de Pedro el Grande. El zar ruso regaló el escudo a los ciudadanos de Belgorod para conmemorar la victoria sobre los suecos en la batalla de Poltava (1709). En 1712, este emblema se exhibió en un estandarte del regimiento de Belgorod que había derrotado al enemigo, y en 1727 se convirtió en símbolo de una provincia recién fundada.